# Mystacella frontalis
Mystacella frontalis là một loài ruồi trong họ Tachinidae.